# Hollage

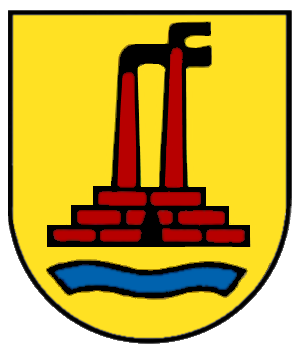
Altes Wappen von Hollage

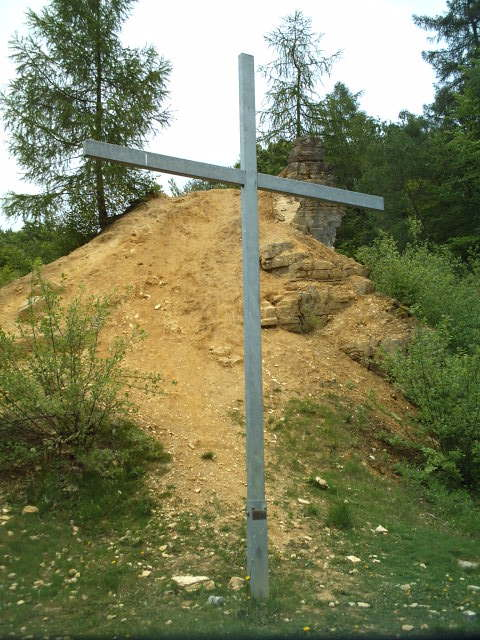
Steinbruch von Hollage und Stifterkreuz

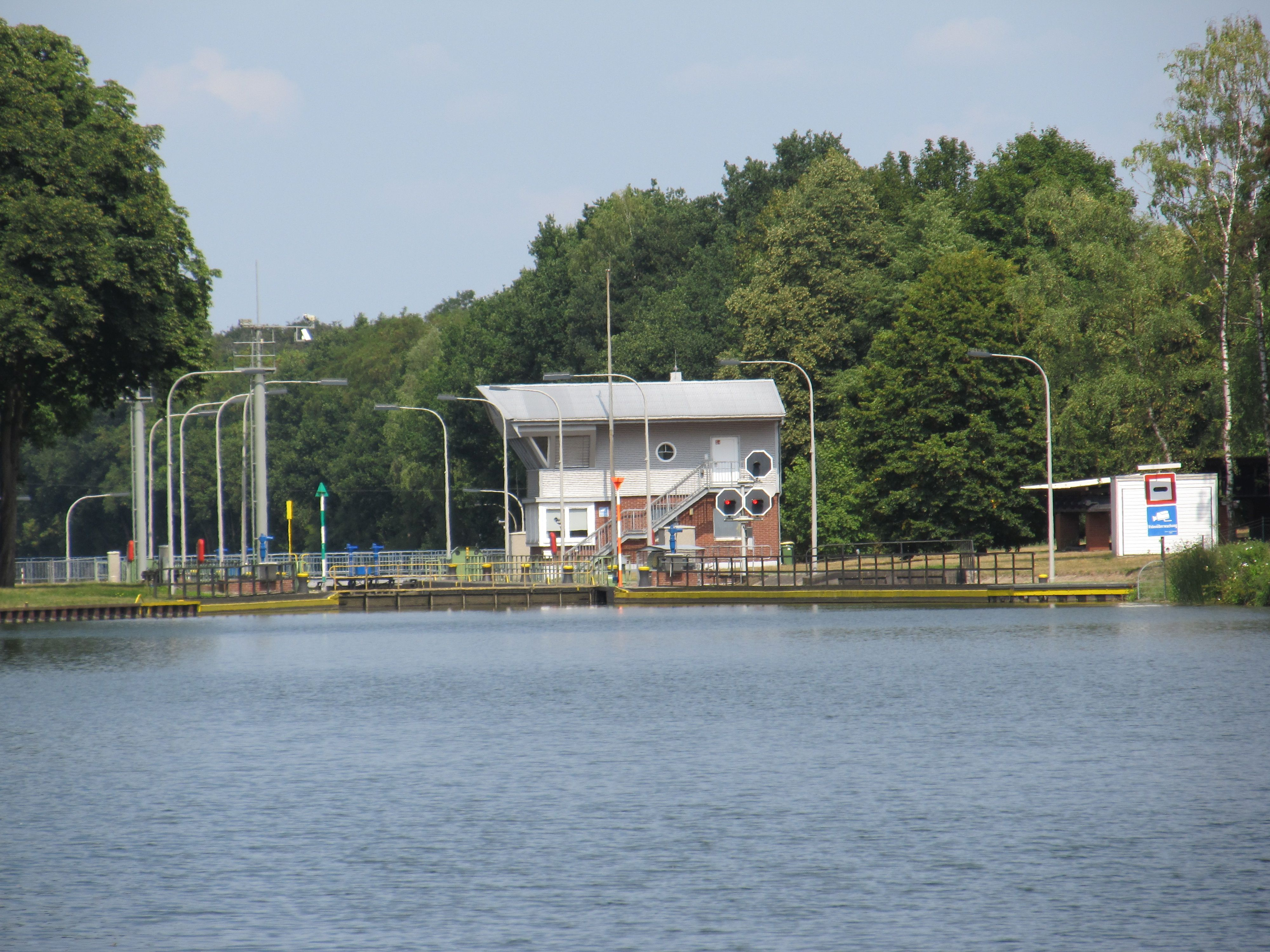
Schleuse des Stichkanals in Hollage

Hollage ist mit 9376 Einwohnern (20. März 2023) der größte Ortsteil der Gemeinde Wallenhorst im niedersächsischen Landkreis Osnabrück.

## Geographie

### Geographische Lage
Hollage grenzt an die umliegenden Ortsteile Lechtingen und Wallenhorst sowie südlich an den Stadtteil Pye der Stadt Osnabrück. Im Westen schließt sich der Kreis Steinfurt an, der bereits zu Nordrhein-Westfalen gehört. Im Norden von Hollage liegt die Stadt Bramsche mit dem Ortsteil Pente.
Hollage liegt an den westlichen Ausläufern des Wiehengebirges auf 54 Metern Höhe über NN und liegt im Natur- und Geopark TERRA.vita. Der Süden des Ortsteils grenzt an den Piesberg.

## Geschichte
Am 1. Juli 1972 wurde Hollage in die Gemeinde Wallenhorst eingegliedert. Der Ortsteil Hollage der heutigen Gemeinde Wallenhorst besteht aus den ehemaligen Bauerschaften und Wohnplätzen Barlage, Brockhausen, Dörnte, Fiestel und Hollage. Innerhalb der heutigen Gemeinde Wallenhorst werden neun Ortsteile Hollages unterschieden: Barlage, Brockhausen, Dörnte, Fiestel, Hollager Berg, Moorland, Nasse Heide, Pingelstrang und Sooswiese.
Die für den heutigen Ortsteil Hollage namensgebende Bauerschaft liegt südlich des Hollager Berges, allerdings hat sich der heutige Ortskern nördlich des Hollager Berges in der Bauerschaft Fiestel ausgebildet. Im alltäglichen Sprachgebrauch ist Fiestel verschwunden, nur die Fiesteler Straße weist noch auf die alte Bauerschaft hin. Während der heutige Ortskern Hollages – also das damalige Fiestel – durch moderne Bebauung fast unkenntlich gemacht wurde, ist die alte Bauerschaft Hollage in Bestand und Lage der Höfe bis heute fast unverändert.

### Rathaus
Das neu erbaute Hollager Rathaus wurde im April 1966 bezogen, vorher war die Gemeindeverwaltung von Hollage in der alten Schule untergebracht. Nach der Eingliederung Hollages in die Großgemeinde Wallenhorst wurde es bis 1995 das Rathaus der neuen Gemeinde. Nach der Fertigstellung des neuen Rathauses im Wallenhorster Zentrum wurde das alte Rathaus an die Kirchengemeinde St. Josef verkauft. Diese nutzte es unter dem Namen Phillipp-Neri-Haus als Pfarrheim.

## Religion

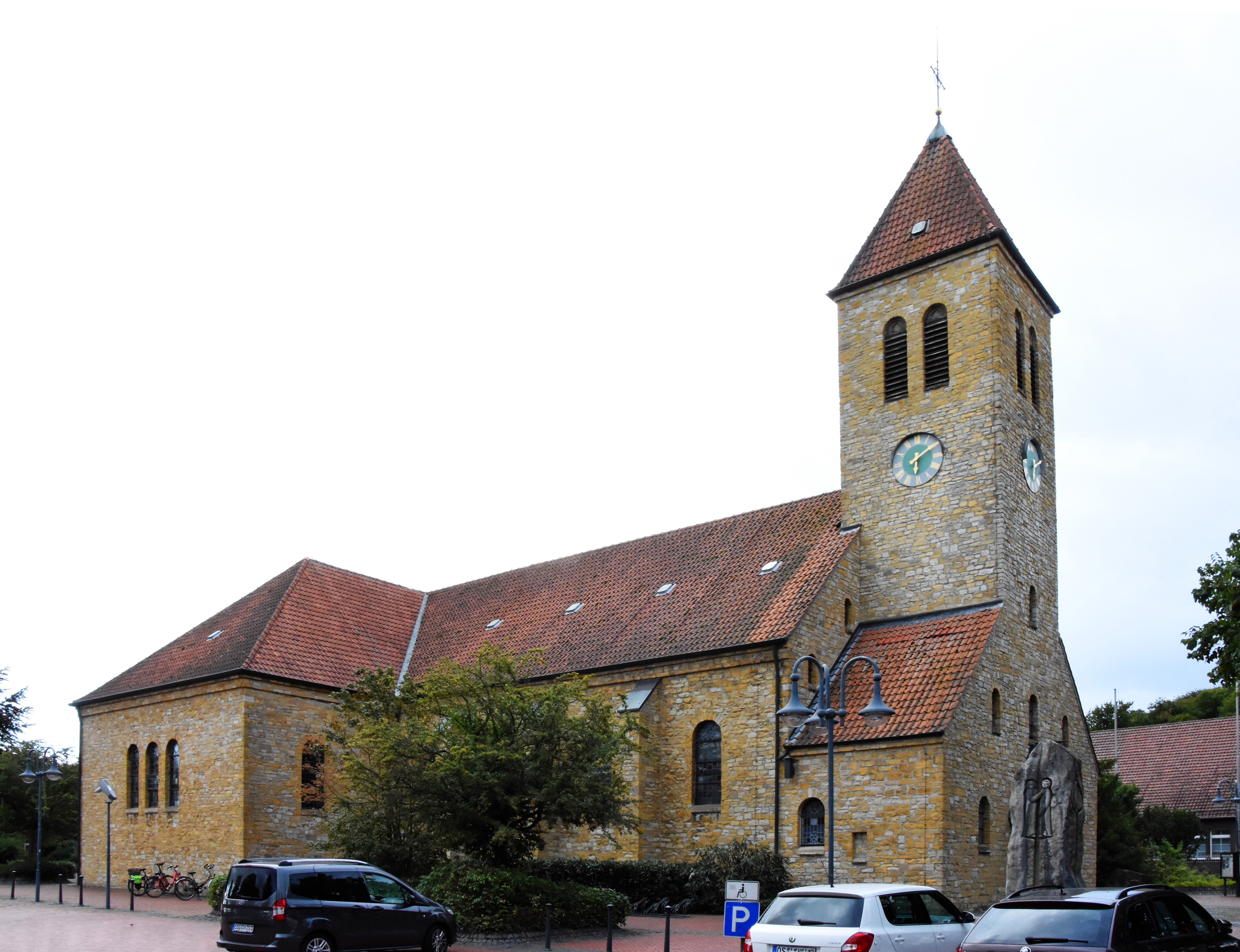
St.-Josef-Kirche

Die katholische St.-Josef-Kirche, die am 22. Oktober 1922 geweiht wurde, gehört zur Pfarreiengemeinschaft Wallenhorst im Dekanat Osnabrück-Nord des Bistums Osnabrück.
Die Andreasgemeinde mit ihrem Gemeindezentrum, das am 26. Oktober 1975 eingeweiht wurde, gehört zum Kirchenkreis Osnabrück der Evangelisch-lutherischen Landeskirche Hannovers.

## Politik

### Bürgermeister, Vorsteher und Gemeindedirektoren
Bis zur Eingemeindung 1972 verfügte Hollage über einen eigenen Bürgermeister.
Bürgermeister:
- 1945–1946: Josef Rust
- 1946–1949: Heinrich Kollenberg
- 1949–1961: Georg Lagemann
- 1961–1968: Hubert Otte
- 1968–1970: Josef Albers
- 1970–1972: Franz Grammann

Vorsteher:
- 1814: Kolon Trame
- 1829: Kolon Clausing
- 1849: Kolon Remme zu Hollage
- 1882–1884: Kolon Heinrich Gers-Barlag (war bereits vor 1882 Vorsteher)
- 1884–1890: Kolon Heinrich Wellmann
- 1890–1896: Kolon Ferdinand Niehaus
- 1896–1905: Kolon Heinrich Bergmann
- 1905–1920: Kolon Gerhard Kollenberg
- 1920–1931: Kolon Heinrich Wulftange
- 1931–1945: Josef Rust[7]

Gemeindedirektoren:
- 1948–1961: Josef Rust
- 1961–1972: Hugo Pott[8]

### Wappen
Blasonierung: In Gold ist über blauen Wellenbalken eine rote Ziegelei zu sehen, bestehend aus zwei ungleich hohen, rauchenden Schornsteinen auf einem dreifach gestuften Ziegelsteinsockel mit schwarzem Tunneleingang.
Die Gemeinde liegt an dem Fluss Hase bzw. am Stichkanal Osnabrück (blauer Wellenbalken). Die Ziegelei ist für das Ortsbild Hollages charakteristisch.

## Einwohnerentwicklung
Wohnbevölkerung der Gemeinde Hollage mit Gebietsstand vom 27. Mai 1970:
| Datum              | Einwohner |
| ------------------ | --------- |
| 17. Mai 1939       | 1750      |
| 13. September 1950 | 2526      |
| 6. Juni 1961       | 3280      |
| 27. Mai 1970       | 5459      |
| 1975               | 6929      |
| 1992               | ~9000     |
| 30. April 2014     | 9223      |
| 2015               | 9429      |
| 22. November 2017  | 9487      |
| 29. Oktober 2020   | 9525      |
| 20. März 2023      | 9376      |

## Kultur und Sehenswürdigkeiten

### Sport
Der Sportverein von Hollage „Blau Weiss Hollage“ wurde 1934 gegründet. Der Verein bietet mehrere Sportarten an, unter anderem Darts, Fußball, Leichtathletik, Tischtennis, Volleyball, Basketball und Judo. Die 1. Herren der Fußballabteilung spielen aktuell in der Bezirksliga, die 1. Damen in der Oberliga, die U19, U17 und U15 in der Bezirksliga.

## Wirtschaft und Infrastruktur

### Nahverkehr
Von und nach Hollage führen insgesamt fünf Buslinien, davon drei im Taktverkehr und eine als Bürgerbus.
- Linie 581: von Hollage Gewerbegebiet über Hollage Zentrum nach Pye; ab hier als Linie 18 in das Osnabrücker Stadtbusnetz integriert, bis nach Voxtrup
- Linie 582 (nur an Werktagen): in Osnabrück wie die 581 (ohne Haltestelle Pye–Moorweg), ab Hollage-Zentrum wie die 584 bis Wallenhorst, Rathausallee
- Linie 584: als Regionalbuslinie von Hollage-Zentrum über Hollage-Ost, Wallenhorst (über Talstraße und Pingelstrang) und Lechtingen nach Osnabrück Hauptbahnhof
- Linie 511 (nur an Schultagen): morgens und mittags einzelne Verbindungen von Hollage-Iserfeld nach Wallenhorst-Schulzentrum und Evinghausen
- Linie 515 (nur Mo – Fr): als Bürgerbus vom Wersener Rathaus, über Hollage-Zentrum, Hollage-Brockhausen, Wallenhorst und Lechtingen bis nach Rulle

Über die Linie 515 ist der, im nordrhein-westfälischen Lotte-Halen liegende, Haltepunkt der Regionalbahnstrecke Osnabrück-Vechta-Bremen zu erreichen, welcher stündlich in beide Richtungen von der RB 58 bedient wird.

## Söhne und Töchter Hollages
- Georg Budke (1900–1994), Politiker (CDU), MdL Nordrhein-Westfalen und Bürgermeister der Stadt Grevenbroich
- Georg Hörnschemeyer (1907–1983), Bildhauer
- Gisela Hermes (* 1958), Sozialpädagogin und Professorin
- Guido Pott (* 1966), Politiker, Landtagsabgeordneter